# 武漢市第十七中学

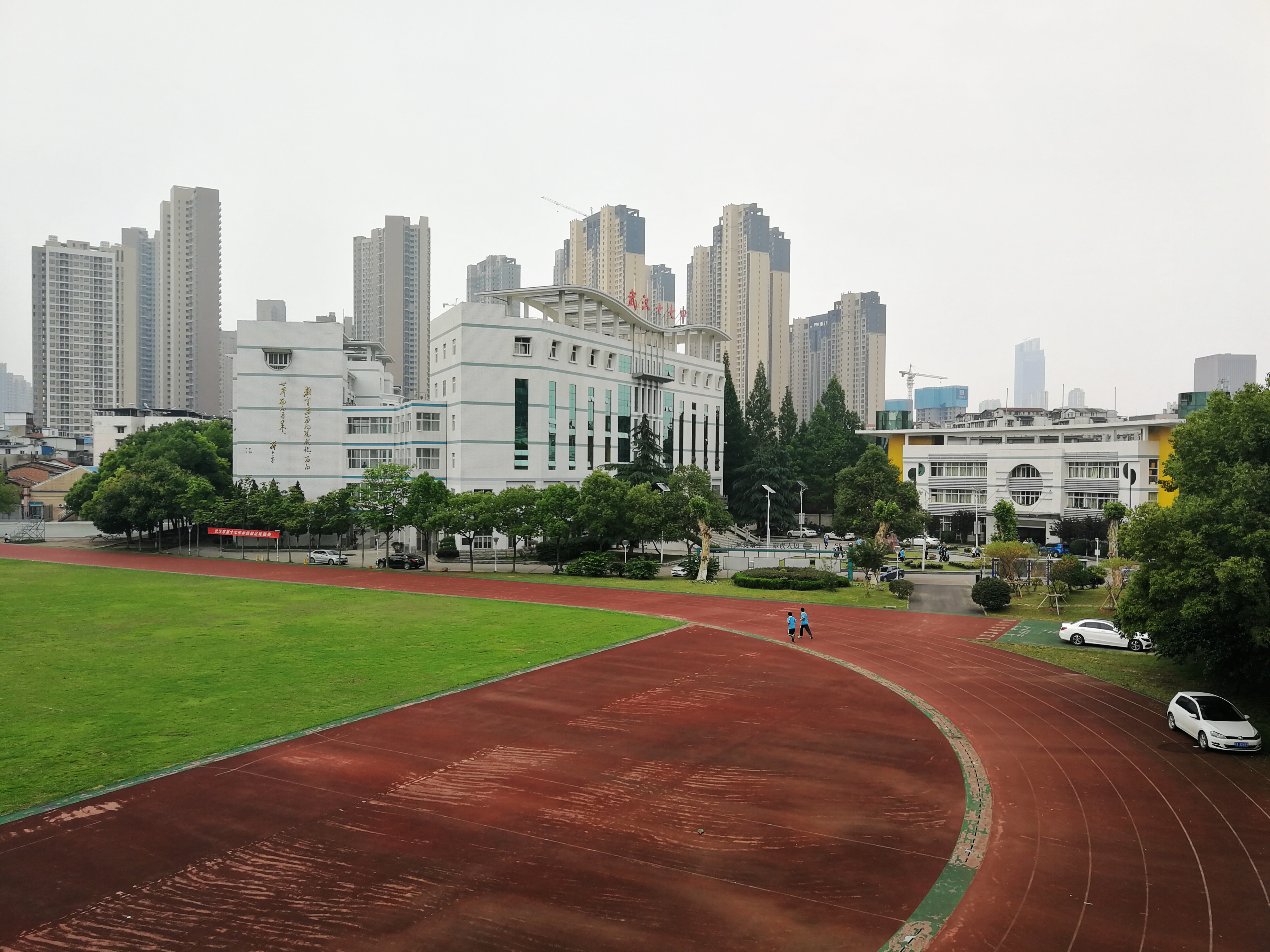
2018年現在の武漢17中
左:教学楼、中:行政楼、右:芸術楼

武漢市第十七中学（ぶかんしだいじゅうしちちゅうがく、中国語:武汉市第十七中学、拼音: Wǔhàn Shì Dìshíqī Zhōngxué、英語:Wuhan No.17 High School）は、中国湖北省武漢市キョウ口区解放大道433号にある区立高等学校である。「湖北省示範高級中学」に指定される。2007年まで中高一貫校であった。

## 概要
普通全日制課程を設置し、2学期制を導入している。校服が制定され、日常は私服通学不可で、校服の着用が義務付けられている。

## 沿革
- 1930年 - 漢口市立女子中学開校。

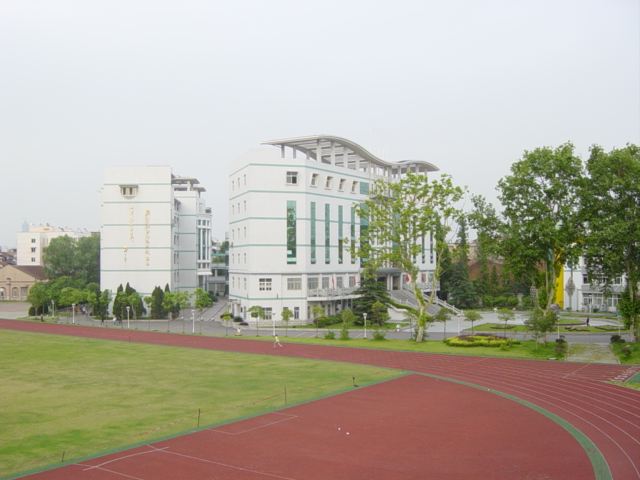
宗関駅から見た武漢17中(2006年)
左:教学楼、右:行政楼

- 1933年春 - 漢口市立第一職業補習学校、漢口市立第二職業補習学校、漢口市立婦女職業補習学校が漢口市立職業学校に併合され、当該学校の1部、2部と3部になり、旧婦女職業補習学校（3部）が礄口外水廠後張公堤119号（現在の礄口区解放大道433号）に移転[1]。
- 1938年10月 - 武漢三鎮が日本軍に侵入され、漢口市立職業学校3部の所在地が日本軍漢口飛行場軍械修理所になり、学校が恩施龍鳳壩に移転し、湖北省立連合中学に併合される。女子学生が湖北女子職業学校に編入され、湖北省立女子職業学校と改名[1]。
- 1946年2月 - 漢口市立女子中学が漢口市立第一女子中学と漢口市立第二女子中学に二分され、漢口市立第二女子中学が旧漢口市立職業学校3部の所在地に開校。市立女子中学の寄宿生と利済路以西に在住する学生を第二女子中学に編入[1]。
- 1949年5月 - 武漢三鎮解放により、中国人民解放軍武漢軍事管制委員会に接収され、武漢市第二女子中学と改名[1]。
- 1955年 - 武漢市第十七女子中学と改名[1]。
- 1959年 - 「湖北省重点中学」に指定される[1]。
- 1962年 - 「武漢市重点中学」に指定される[1]。
- 1968年 - 男女共学を導入し、武漢市第十七中学と改名[1]。
- 2005年 - 湖北省教育庁の政令「鄂政督【2005】3号」により「湖北省示範高級中学」に指定される[2]。

## 交通
- 武漢地下鉄1号線・武漢地下鉄3号線宗関駅　校門の直ぐ横
- 武漢市営バス「解放大道水廠」停留所　校門の直ぐ前
  - 当停留所に停車する系統：1番、208番、259番、512番、520番、546番、549番、649番、720番、737番、W5電(トロリーバス)、YX649(夜行)